# 新狭山駅

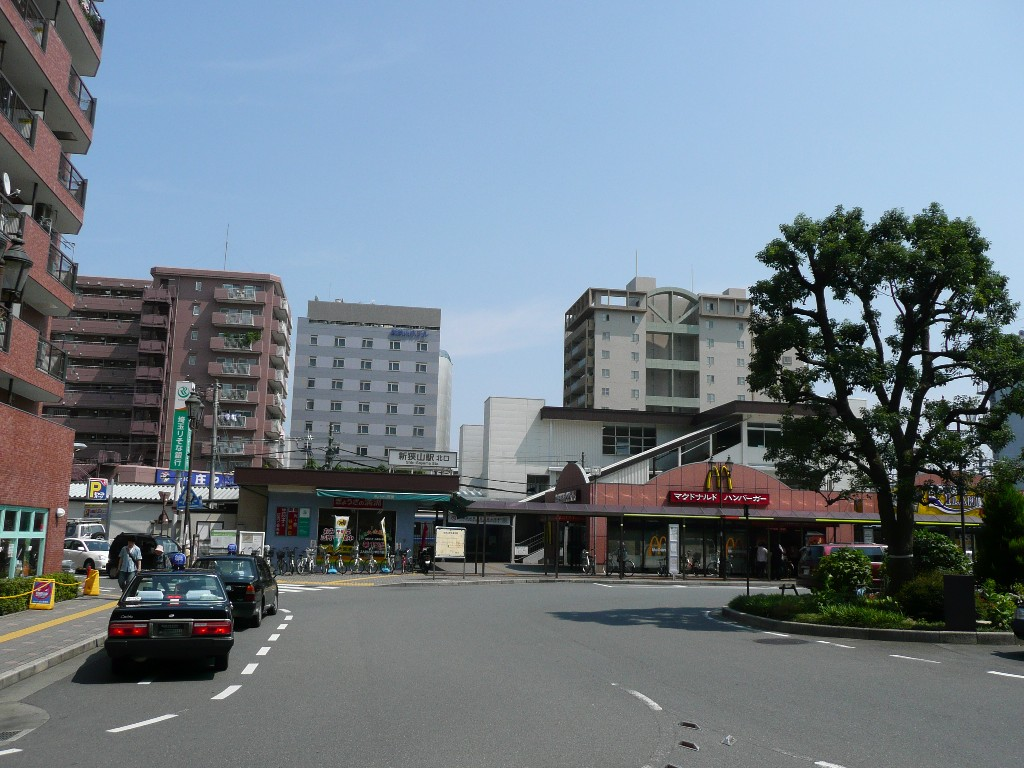
北口（2008年7月）

新狭山駅（しんさやまえき）は、埼玉県狭山市新狭山三丁目にある、西武鉄道新宿線の駅である。駅番号はSS27。

## 歴史
- 1964年（昭和39年）11月15日：開業。
- 1966年（昭和41年）：ホームを1面1線から2面2線に拡張、同時に駅舎が橋上化される。
- 2023年（令和5年）4月10日：駅売店TOMONY閉店。
- 2025年（令和7年）3月27日：駅係員によるインターホンでご案内する遠隔対応駅へ変更するとともに、窓口での切符等の販売を終了[1]。

## 駅構造
相対式ホーム2面2線を持つ地上駅で、橋上駅舎を有している。開業当時は単式ホーム1面1線の形態で、1966年に現在の構造となった。
ホームと改札内コンコース、改札外コンコースと東口・西口地上部をそれぞれ連絡するエレベーターが設置されている。トイレは下りホーム側にあり、多機能トイレを併設している。

### のりば
| ホーム | 路線   | 方向 | 行先                                   |
| ------ | ------ | ---- | -------------------------------------- |
| 1      | 新宿線 | 下り | 南大塚・本川越方面                     |
| 2      | 新宿線 | 上り | 所沢・高田馬場・西武新宿（国分寺）方面 |

（出典：西武鉄道:駅構内図）

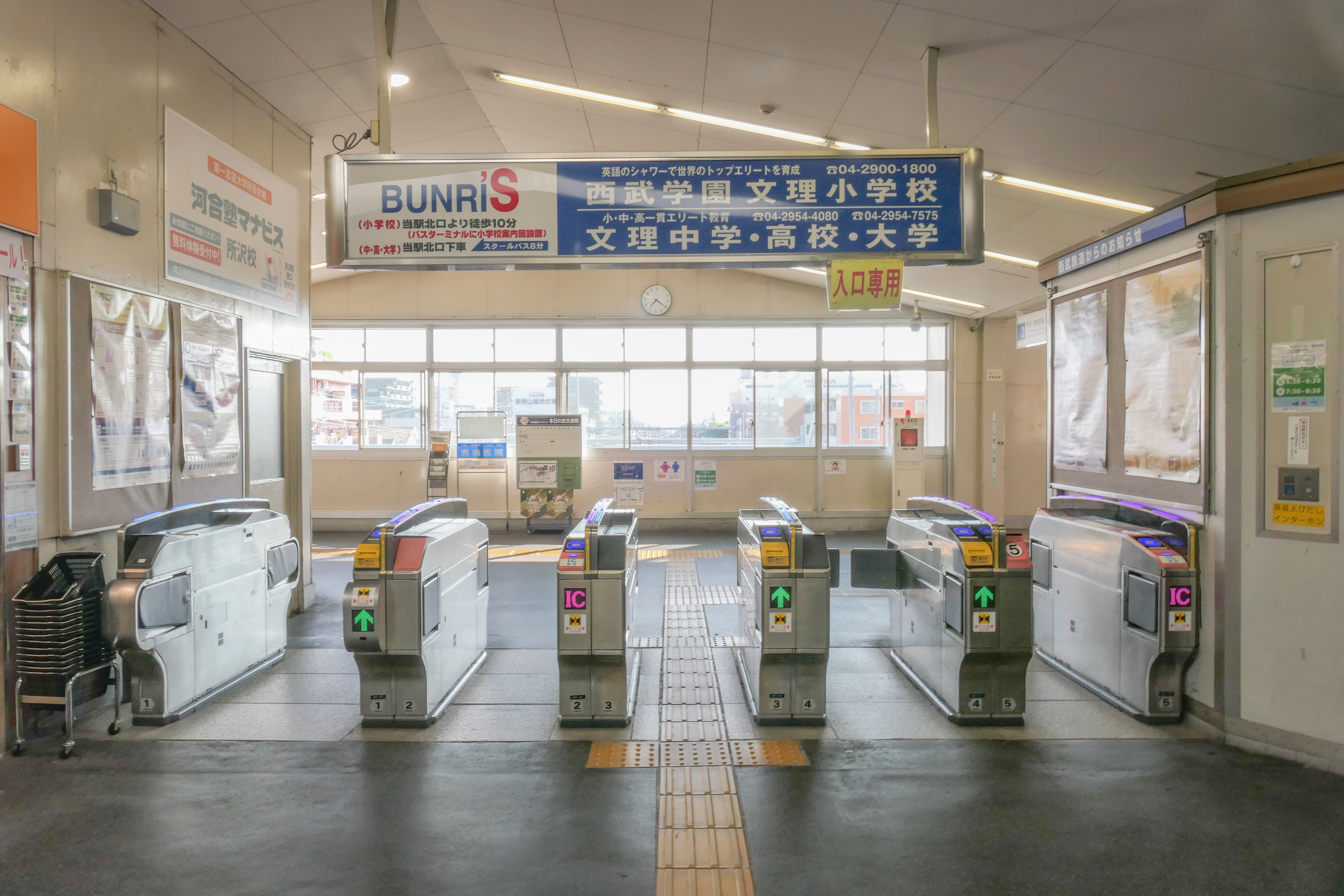
改札口（2022年7月）
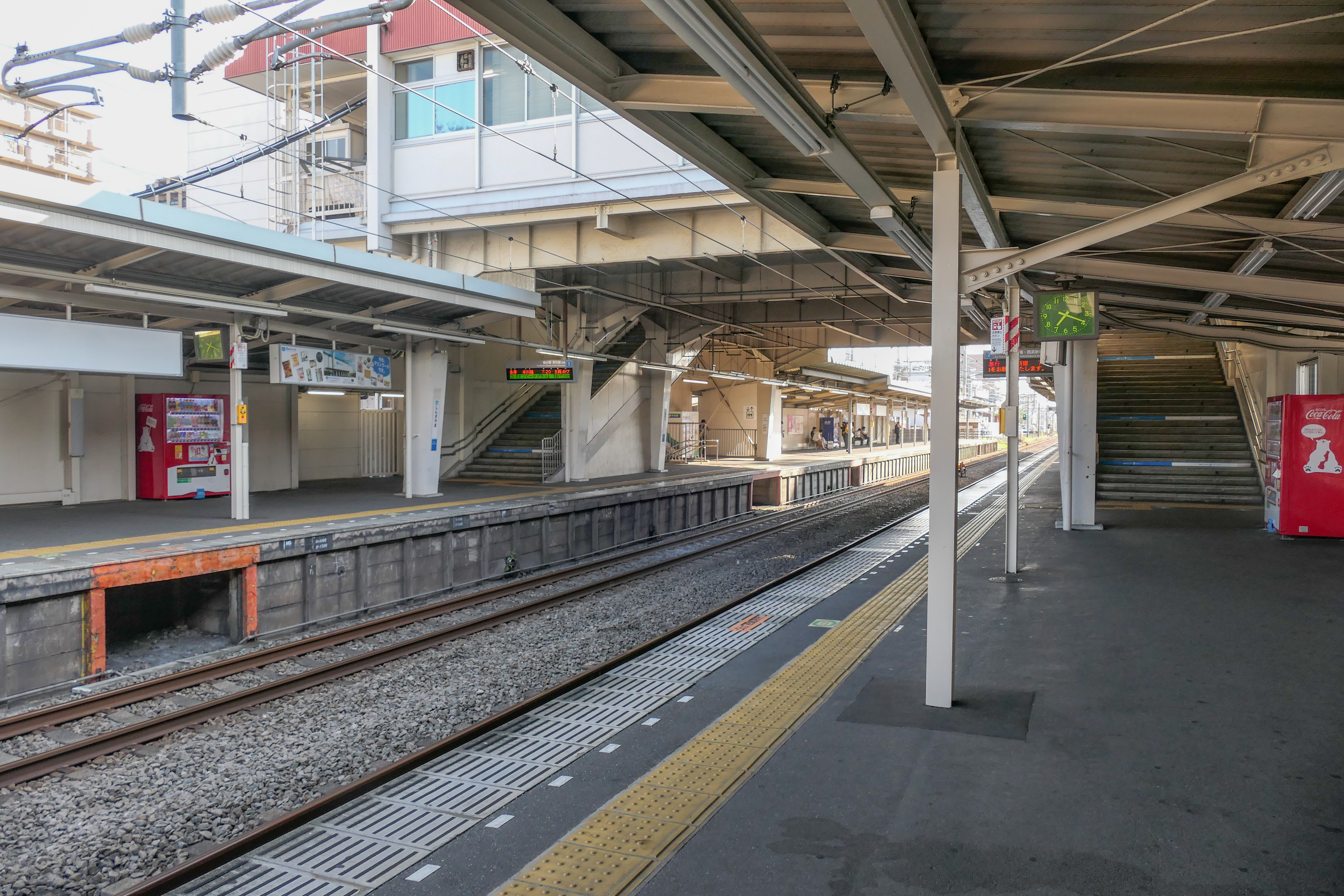
ホーム（2022年7月）

#### 発車メロディ
2014年10月1日より2019年3月31日まで、当駅付近に工場があるロッテ製品のCMソングが使用されていた。上りホームが「コアラのマーチ（正確にはCM最後のサウンドロゴ）」、下りホームが2018年9月30日まで「噛むとフニャン（チューイングガム・Fit'sのCMソング。原曲はテレビアニメ『狼少年ケン』のテーマ曲）」、同年10月1日より「ガーナチョコレート（CMのサウンドロゴ。原題は『小さな瞳』。冒頭の角笛による『ポッポポー』付）」だった。

## 利用状況
- 2024年度の1日平均乗降人員は17,696人である[西武 1]。
西武鉄道全92駅中55位。

近年の1日平均乗降・乗車人員の推移は下記の通りである。
| 年度               | 1日平均 乗降人員 | 1日平均 乗車人員 | 出典              |
| ------------------ | ---------------- | ---------------- | ----------------- |
| 1990年（平成02年） | 20,842           | 10,403           |                   |
| 1991年（平成03年） | 21,050           | 10,506           |                   |
| 1992年（平成04年） | 20,661           | 10,295           |                   |
| 1993年（平成05年） | 20,392           | 10,148           |                   |
| 1994年（平成06年） | 20,458           | 10,162           |                   |
| 1995年（平成07年） | 20,745           | 10,292           |                   |
| 1996年（平成08年） | 20,445           | 10,260           |                   |
| 1997年（平成09年） | 20,409           | 10,265           |                   |
| 1998年（平成10年） | 19,443           | 9,801            |                   |
| 1999年（平成11年） | 19,149           | 9,659            | [ 埼玉県統計 1 ]  |
| 2000年（平成12年） | 19,246           | 9,694            | [ 埼玉県統計 2 ]  |
| 2001年（平成13年） | 19,454           | 9,795            | [ 埼玉県統計 3 ]  |
| 2002年（平成14年） | 20,378           | 10,277           | [ 埼玉県統計 4 ]  |
| 2003年（平成15年） | 20,457           | 10,317           | [ 埼玉県統計 5 ]  |
| 2004年（平成16年） | 20,687           | 10,474           | [ 埼玉県統計 6 ]  |
| 2005年（平成17年） | 20,929           | 10,603           | [ 埼玉県統計 7 ]  |
| 2006年（平成18年） | 21,202           | 10,756           | [ 埼玉県統計 8 ]  |
| 2007年（平成19年） | 21,624           | 10,952           | [ 埼玉県統計 9 ]  |
| 2008年（平成20年） | 22,216           | 11,221           | [ 埼玉県統計 10 ] |
| 2009年（平成21年） | 21,584           | 10,869           | [ 埼玉県統計 11 ] |
| 2010年（平成22年） | 21,749           | 10,883           | [ 埼玉県統計 12 ] |
| 2011年（平成23年） | 21,525           | 10,783           | [ 埼玉県統計 13 ] |
| 2012年（平成24年） | 21,605           | 10,824           | [ 埼玉県統計 14 ] |
| 2013年（平成25年） | 21,513           | 10,795           | [ 埼玉県統計 15 ] |
| 2014年（平成26年） | 21,171           | 10,615           | [ 埼玉県統計 16 ] |
| 2015年（平成27年） | 21,434           | 10,743           | [ 埼玉県統計 17 ] |
| 2016年（平成28年） | 21,549           | 10,817           | [ 埼玉県統計 18 ] |
| 2017年（平成29年） | 21,442           | 10,758           | [ 埼玉県統計 19 ] |
| 2018年（平成30年） | 21,055           | 10,562           | [ 埼玉県統計 20 ] |
| 2019年（令和元年） | 20,559           | 10,306           | [ 埼玉県統計 21 ] |
| 2020年（令和02年） | 14,959           | 7,498            | [ 埼玉県統計 22 ] |
| 2021年（令和03年） | 15,973           |                  |                   |
| 2022年（令和04年） | 16,641           |                  |                   |
| 2023年（令和05年） | 17,091           |                  |                   |
| 2024年（令和06年） | 17,696           |                  |                   |

## 駅周辺
古くから街があった狭山市駅周辺とは違い、1960年代以降に開発された地域である。当駅は1964年より駅北東側の川越狭山工業団地に企業入居が開始されたことに伴い開業し、その後駅周辺も市街化した。駅所在地は旧奥富村域にあたり、駅開業時は狭山市大字上奥富であった。1966年2月1日より町名も狭山市新狭山となっている。
駅北口商店街はまっすぐに伸び、比較的早い時期に電柱・電線が地中化され、空を望めることから「すかいロード」と名付けている。駅南口は本田技研工業埼玉製作所に近く、駅北口は国道16号に面してロッテ狭山工場・埼玉県立狭山清陵高等学校・西武学園文理小学校などが至近にある。
2004年6月26日にいるまがわ大橋と柏原新狭山線が開通し、同時に西武柏原ニュータウン方面のバス路線も開業したため、入間川対岸の柏原ニュータウンや西武学園文理中学・高等学校・西武文理大学への最寄り駅ともなった。
- 狭山市役所 新狭山地区センター
- 狭山市立新狭山公民館
- 狭山市堀兼・奥富・新狭山地域包括センター
- 新狭山駅前郵便局
- 新狭山二郵便局
- ロッテ 狭山工場
- 本田技研工業 埼玉製作所（旧：狭山工場）
- ジェイテクト 狭山工場
- 住友電装 狭山工場
- 国道16号
- 西武バス川越営業所
- 埼玉県立狭山清陵高等学校
- 新狭山グランドボウル
- 西武学園文理小学校
- 西武学園文理中学校・高等学校
- 西武文理大学
- 新狭山第一ホテル
- 新狭山ホテル
- 新狭山北口商店街
- 埼玉りそな銀行 新狭山支店

### バス
いずれも西武バスにより運行されている。

#### 南口
- 新狭01：新狭山ハイツ行
- 新狭01-1：川越営業所行（平日1本のみ）
- 新狭02：新狭山ハイツ経由 入曽駅東口行（日祝日1本のみ）
- 狭山30-1：狭山台団地・井戸窪経由 狭山市駅東口行（土曜1本のみ）
- 川越62：南大塚駅南口経由 川越駅西口行（平日のみ）

#### 北口
- 新狭11：西武柏原ニュータウン・かすみ野経由 笠幡駅行
- 新狭11-1：西武柏原ニュータウン経由 かすみ野行
- 新狭11-2：西武柏原ニュータウン行

#### コミュニティバス
狭山市内循環バス（運行受託・西武バス）の下記の路線が発着する。
（北口）
- 奥富・狭山コース：田中・狭山市駅西口・埼玉石心会病院・イオン狭山店経由 西武柏原ニュータウン行

（南口）
- 堀兼コース（循環）：氷川神社・新狭山ハイツ・つつじ苑・堀兼・あぐれっしゅげんき村・ベスタ狭山方面　※右回り、左回り

#### スクールバス
- 西武学園文理中学校・高等学校
- 西武文理大学
- 西武学園文理小学校

## 隣の駅
西武鉄道
 新宿線
■通勤急行
通過
■快速急行・■急行・■準急・■各駅停車
狭山市駅 (SS26) - 新狭山駅 (SS27) - 南大塚駅 (SS28)